# اتفاق (جماعت)
اتفاق جماعت و شهرکی در جنوب غربی کشور تاجیکستان است که در ناحیهٔ جامی ولایت ختلان قرار دارد. جمعیت این جماعت ۱۴۲۴۶ است.